# Patti Layne
Pour les articles homonymes, voir Layne.
Patti Layne, née Patti Dawn Fedrau le 31 janvier 1956 à Saskatoon (Saskatchewan, au Canada), est une artiste et chanteuse/auteure-compositrice canadienne.
Patti Layne a fait carrière en France de 1982 à 1991 et a commencé à enregistrer de nouveau en 2009. Sa première sortie en 1982, Une espèce de Canadienne, écrit par Didier Barbelivien pour elle, connut un succès modéré. Il a été suivi par un album (avec des chansons écrites par Didier Barbelivien, Claude Lemesle et Pierre Delanoë, et d'autres). Plusieurs simples ont suivi au cours des années suivantes.
Elle a aussi présenté des programmes de télévision en France à la fin des années 1980, puis en Angleterre au début des années 1990. Elle a continué à chanter et écrire des chansons avec beaucoup de personnes différentes, incluant Carrie Lennard, Dzal Martin, Claus Regli, Ian Whitmore, Tom Hardwell, ou d'autres.

## Discographie
- 1982 : single Une espèce de Canadienne (Pathé/Campagne/Pathé Marconi) écrit par Didier Barbelivien
- 1983 : album et single Je veux l'aimer (Pathé)
- 1984 : Je cherche un partenaire (Campagne/Carrère), écrit par Romain Didier
- 1985 : Darling (Carrere), écrit par Cécil Maury, Christian Eclimont et Patti Layne
- 1987 : Extrême je t'aime (Phonogram)
- 1987 : Déshabillez-moi (Bandit/Phonogram), qui contient la chanson éponyme de Robert Nyel et Gaby Verlor
- 1988 : Fille de l'hiver (Philips/Phonogram) écrit par Marc Lavoine et Fabrice Aboulker
- 1988 : participe au disque Liban (75 artistes pour le Liban), projet humanitaire
- 1989 : Camelot (Philips/Phonogram)
- 2010 : album Prairie Burn